# Matt Lampson
Matthew 'Matt' Lampson (Cleveland, 6 september 1989) is een Amerikaans voetballer die speelt als doelman. Hij debuteerde in 2012 in het betaald voetbal in dienst van Columbus Crew,

## Clubcarrière

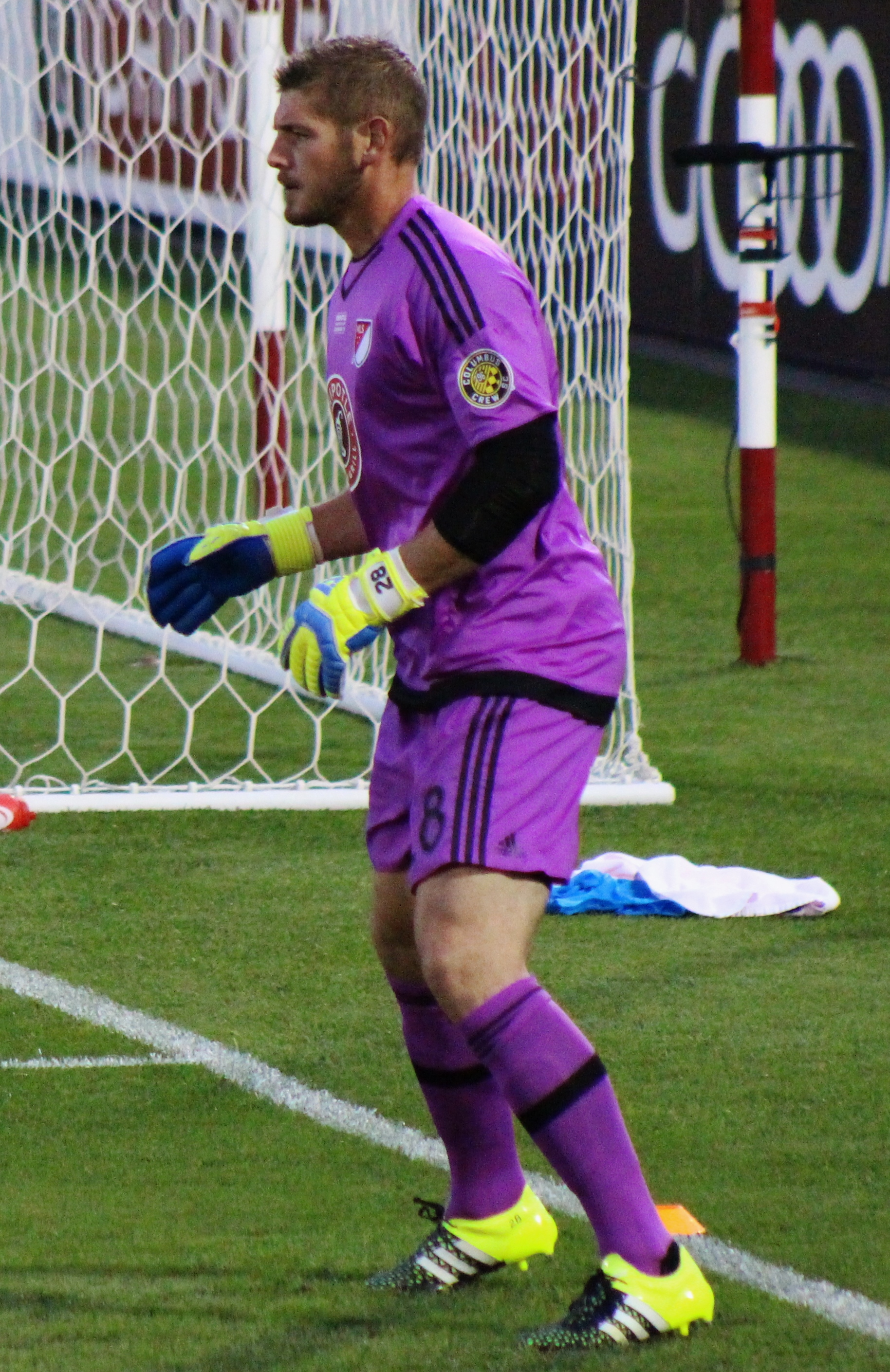
Lampson bij Columbus Crew

Op 15 december 2011 tekende Lampson als Home Grown Player bij Columbus Crew. Op 29 mei 2012 maakte hij in de U.S. Open Cup tegen Dayton Dutch Lions zijn debuut. Op 26 augustus 2012 maakte hij tegen New England Revolution zijn MLS-debuut.

## Strijd met kanker
Op 10 juni 2007 werd er Leukemie bij hem geconstateerd. Lampson onderging Chemotherapie en werd op 24 september 2007 genezen verklaard. Lampson zette daarna zijn eigen organisatie op, de LampStrong Foundation, waarmee hij geld ophaalt voor de behandeling van kankerpatiënten.